# Atkins (Iowa)
Atkins es una ciudad situada en el condado de Benton, en el estado de Iowa, Estados Unidos. Según el censo de 2000 tenía una población de 977 habitantes.

## Geografía
Según la Oficina del Censo de los Estados Unidos, la localidad tiene un área total de 2,11 km², la totalidad de los cuales corresponden a tierra firme.

## Demografía
Según el censo de 2000, había 977 personas, 361 hogares y 275 familias residiendo en la localidad. La densidad de población era de 462,40 hab./km². Había 369 viviendas con una densidad media de 173,7 viviendas/km². El 99,69% de los habitantes eran blancos, 0,10% amerindios y el 0,20% pertenecía a dos o más razas. El 0,82% de la población eran hispanos o latinos de cualquier raza.
Según el censo, de los 361 hogares, en el 42,4% había menores de 18 años, el 68,1% pertenecía a parejas casadas, el 5,3% tenía a una mujer como cabeza de familia, y el 23,8% no eran familias. El 20,8% de los hogares estaba compuesto por un único individuo, y el 8,3% pertenecía a alguien mayor de 65 años viviendo solo. El tamaño promedio de los hogares era de 2,71 personas, y el de las familias de 3,13.
La población estaba distribuida en un 31,3% de habitantes menores de 18 años, un 5,7% entre 18 y 24 años, un 34,2% de 25 a 44, un 17,7% de 45 a 64, y un 11,1% de 65 años o mayores. La media de edad era 33 años. Por cada 100 mujeres había 102,7 hombres. Por cada 100 mujeres de 18 años o más, había 101,5 hombres.
Los ingresos medios por hogar en la localidad eran de 50.833 dólares ($), y los ingresos medios por familia eran 58.375 $. Los hombres tenían unos ingresos medios de 40.950 $ frente a los 26.719 $ para las mujeres. La renta per cápita para la ciudad era de 20.507 $. El 3,9% de la población y el 1,7% de las familias estaban por debajo del umbral de pobreza. El 6,0% de los menores de 18 años y el 3,4% de los habitantes de 65 años o más vivían por debajo del umbral de pobreza.